# Галеотто IV Пико делла Мирандола
Галео́тто IV Пи́ко де́лла Мира́ндола (итал. Galeotto IV Pico della Mirandola; 1610, Мирандола, синьория Мирандола — 9 июня 1637, Мирандола, княжество Мирандола) — аристократ из рода Пико; внебрачный сын герцога и маркграфа Алессандро I Пико, узаконенный в 1617 году. Синьор Сан-Мартино-Спино. Наследный принц Мирандолы с 1626 по 1637 год.

## Биография

### Происхождение
Родился в 1610 (по другим данным в 1606) году в Мирандоле от внебрачной связи Алессандро I Пико, герцога Мирандолы и маркграфа Конкордии и Элеоноры Сеньи (или Синьи), дворянки из Феррары. Его мать первым браком была замужем за богатым дворянином Ферранте Феррари, который умер в 1603 году. В 1605 году она снова сочеталась браком с дворянином Луиджи Тоски из Виченцы. В некоторых источниках вероятным отцом Элеоноры назван аптекарь Альберто, которого при дворе в Ферраре звали «принцем ароматов Эсте» (лат. Principum Atestinorum Aromatarius); в этом случае сестрой ей приходилась Виоланте, супруга Альфонсо д’Эсте, маркграфа Монтеккьо и мать Ипполиты, вдовы Федерико II Пико, дяди Галеотто IV.
В законном браке с Лаурой д’Эсте, урождённой принцессой Модены и Реджо, отец наследного принца имел четырёх дочерей. Так как наследование в Мирандоле осуществлялось только по мужской линии, Алессандро I Пико решил узаконить своего внебрачного сына. Его представитель на съезде курфюрстов в Регенсбурге провёл успешные переговоры, целью которых было признание Галеотто наследником правителя Мирандолы и Конкордии. 8 мая 1617 года император Матвей легитимировал бастарда герцога. 18 апреля 1626 года Александр I Пико официально признал Галеотто своим преемником под именем Галеотто IV Пико, представив его в таком статусе герцогу Модены. 3 февраля 1629 года Галеотто IV Пико был также легитимирован римским папой Урбаном VIII, который передал ему во владение синьорию Сан-Мартино-Спино.
Однако герцог пережил своего наследника. Галеотто IV Пико умер в Мирандоле 9 июня 1637 года. Наследного принца похоронили в церкви капуцинов, где его супруга поместила ему эпитафию. После того, как церковь капуцинов была снесена, мрамор с гробницы был утрачен, а останки и само надгробие Галеотто IV Пико перенесли в главную капеллу церкви Святого Франциска. 15 сентября 1563 года рядом с ним была похоронена его жена, Мария Чибо-Маласпина.

### Брак и потомство
В ноябре 1626 года в Карраре наследный принц Галеотто IV Пико сочетался браком с Марией Чибо-Маласпина (29.12.1609 — 06.09.1653), принцессой Массы и Каррары, дочерью Карло I Чибо-Маласпина, князя Массы и маркграфа Каррары. За одиннадцать лет в браке у супругов родились восемь детей:
- Рената Франческа (30.09.1627[10] — 1703), принцесса Мирандолы и Конкордии, приняла монашеский постриг в монастыре Святой Кларры[итал.] ордена клариссинок в Массе;
- Франческо Стефано (26.12.1628 — 25.09.1630), принц Мирандолы и Конкордии, умер в младенческом возрасте[11];
- Вирджиния Бриджида (12.01.1630 — 1703), принцесса Мирандолы и Конкордии, приняла монашеский постриг в аббатстве Святого Якова[итал.] ордена бенедиктинок;
- Алессандро (30.03.1631 — 02.02.1691), принц Мирандолы и Конкордии, герцог Мирандолы и маркграф Конкордии с 1637 года под именем Алессандро II;
- Бриджида (17.10.1633 — 22.01.1720), принцесса Мирандолы и Конкордии, регент герцогства Мирандола и маркграфства Конкордия с 1691 по 1705 годы;
- Джованни (1634 — 1660), принц Мирандолы и Конкордии, принял монашеский постриг в ордене иезуитов;
- Фульвия (1635 — 1681), принцесса Мирандолы и Конкордии, приняла монашеский постриг в ордене бенедиктинок;
- Каттерина Франческа (1636 — 1650), принцесса Мирандолы и Конкордии, умерла в подростковом возрасте.